# QV15
QV 15 est un des tombeaux situé dans la vallée des Reines, dans la nécropole thébaine, sur la rive ouest du Nil face à Louxor en Égypte.

## Description
QV 15 est une tombe anonyme datant de la XVIIIe dynastie dont l'entrée est un puit située sur une pente. Elle est reliée à QV 16 et constituée de trois chambres connectées à un second puit creusés dans de la marne et du schiste argileux. Elle possède des fosses de deux mètres de profondeur.
Une équipe du CNRS a mis au jour dans QV 15 et QV 16 des restes d'animaux et des morceaux de poterie, ainsi que soixante-dix-sept fragments de momies, soixante-quatorze crânes et des os d'au moins deux-cent-quatre adultes et trente-six enfants. En octobre 2008, une équipe conjointe du CNRS et du CSA a découvert dans QV 15 des caisses, des empilements de momies, des os d'animaux et des fragments de poterie.

## Histoire
La tombe a été réutilisée durant la Troisième Période intermédiaire, puis à nouveau pendant la période romaine.
La tombe est explorée par Elizabeth Thomas, qui pense trouver des traces d'une exploration précédente par Ernesto Schiaparelli. En 1987 une équipe franco-égyptienne la déblaye.